# Daniel Robbins
Daniel Robbins (...) è un informatico statunitense, responsabile tecnico della ABC Coding Solutions di Albuquerque, in Nuovo Messico. 
È conosciuto come fondatore ed ex Chief Architect di Gentoo Linux.

## Carriera
Tra il 2005 e l'inizio del 2006, Robbins è stato protagonista di alcune controversie a causa della sua accettazione di un lavoro presso la Microsoft; prima di questo lavoro, Robbins era un divulgatore tecnico, e scriveva guide per l'IBM e il progetto Gentoo, tra le altre cose.
Robbins entrò in contatto con Linux quando lavorava come sistemista presso l'Università del Nuovo Messico ad Albuquerque; in seguito, lavorò come sviluppatore presso Linux Stampede, poi passò a creare una sua distribuzione, Enoch Linux, che poi assunse il nome Gentoo Linux nel 2002, quando uno sviluppatore del progetto suggerì che i pinguini becco rosso (in inglese noti appunto come "gentoo penguins") sono noti per le velocità che raggiungono.
Il progetto Gentoo Linux si dimostrò poco proficuo economicamente.
Nell'aprile 2004 Robbins aveva un debito di circa 20 000 dollari. Il 26 aprile 2004 ha rassegnato le dimissioni da Chief Architect di Gentoo Linux, adducendo come motivazione il suo debito, e il desiderio di trascorrere più tempo con la sua famiglia. Nel far questo, Robbins ha creato la Gentoo Foundation (società senza fini di lucro) e le ha trasferito ogni proprietà intellettuale del progetto Gentoo Linux.
Il successivo impiego di Robbins alla Microsoft, il 13 giugno 2005, ha attratto l'attenzione della comunità di Linux, da sempre in rapporto competitivo con la casa di Redmond. Al tempo ha descritto il suo lavoro con Bill Hilf, responsabile del Microsoft's Linux Lab, come "aiutare Microsoft a comprendere l'Open Source e i progetti a base comunitaria" .
Citando difficoltà a raggiungere il 'pieno livello di capacità tecnologica' nel suo impiego, ha rassegnato le dimissioni il 16 gennaio 2006.